# Francesco Ballanti Graziani
Francesco Ballanti Graziani (Faenza, 1772 – Faenza, 1847) è stato un decoratore italiano.

## Biografia
Figlio di Giuseppe e fratello di Giovan Battista di cui fu principale collaboratore nella sua bottega; partecipò alla realizzazione di statue con scopo devozionale, gruppi plastici, rilievi per interni ed esterni di palazzi. Con il fratello, tra il 1796 e il 1799 collaborò come modellatore per la Fabbrica di maioliche dei Conti Ferniani di Faenza per alcuni gruppi plastici in terraglia, soprattutto come specialista nell'eseguire ornati a rilievo.
Fu inoltre collaboratore di Felice Giani e Gaetano Bertolani. Assieme ad essi, e al fratello Giovan Battista, si occupò di alcuni lavori nella chiesa di San Girolamo all'Osservanza, in occasione della beatificazione di Leonardo da Porto Maurizio.
Nel 1805, nella circostanza dell'imminente visita di Napoleone Bonaparte a Faenza, operò in collaborazione con l'architetto Giuseppe Pistocchi per l'erezione di un arco in legno, tela e stucco, nuovamente insieme a Giovan Battista.